# Терми Тита

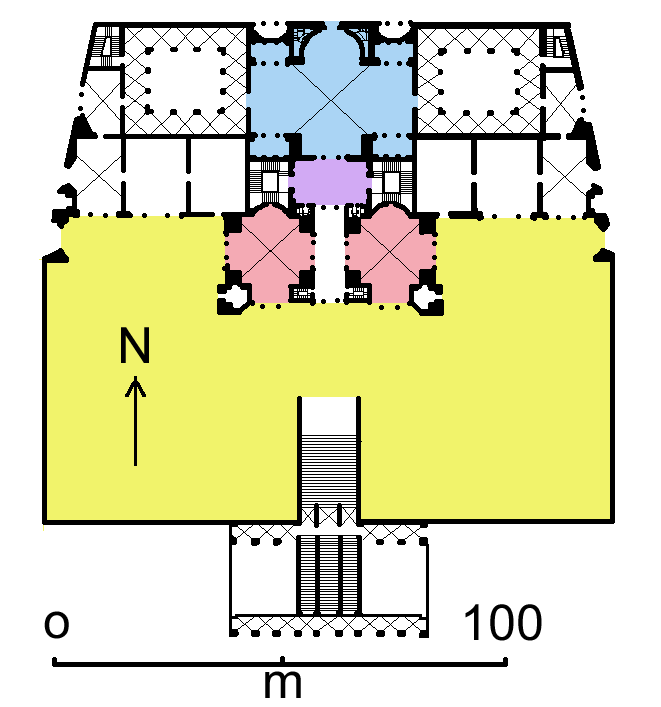
План терм Тита

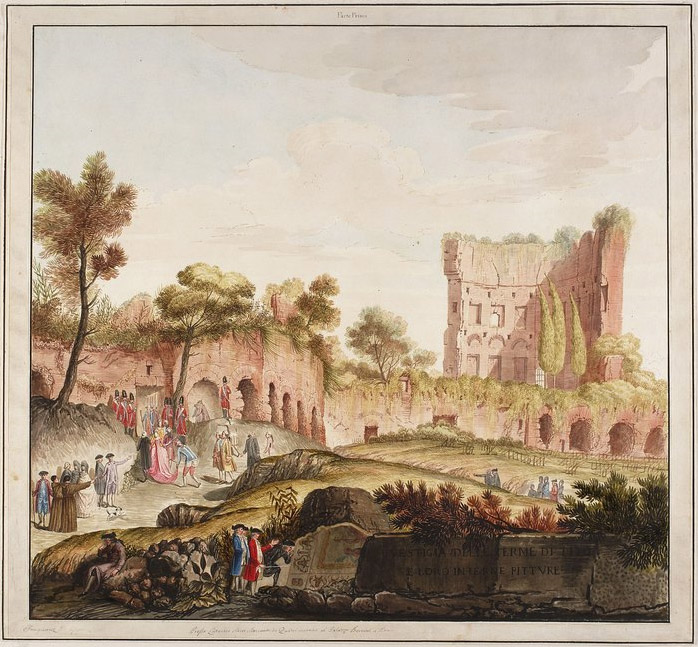
Терми Тита, 1776

Терми Тита (лат. Thermae Titi) — комплекс громадських купалень побудованих у Римі у 81 році імператором Титом.
Комплекс терм розміром приблизно 125 × 120 м розташовувався на Есквіліні, на території, де раніше знаходився Золотий будинок імператора Нерона. Є припущення, що терми Тита є перебудовою терм, що існували на території Золотого будинку. Пізніше поруч з цими термами були побудовані більш масштабні терми Траяна.
Терми ремонтувалися в першій половині II століття н. е. за імператора Адріана і потім у 238 році у Рік шести імператорів). Пізніше комплекс терм поступово занепав. Значні частини будівлі ще стояли в XVI столітті, коли Андреа Палладіо замалював їх план. Знайдена в руїнах лазень гранітна чаша знаходиться в Бельведерському дворику Музеїв Ватикану.
Терми Тита були розписані художником Фабуллом (лат. Fabullus). Його фрески, до остаточного руйнування решток, скопіював французький гравер Ніколя Понс, який опублікував їх пізніше в книзі «Опис лазень Тита» («Description des bains de Titus», Paris 1786). Ці зображення, зокрема, послужили джерелом розвитку стилю гротеск в образотворчому мистецтві..